# Mariä Himmelfahrt (Simbach)

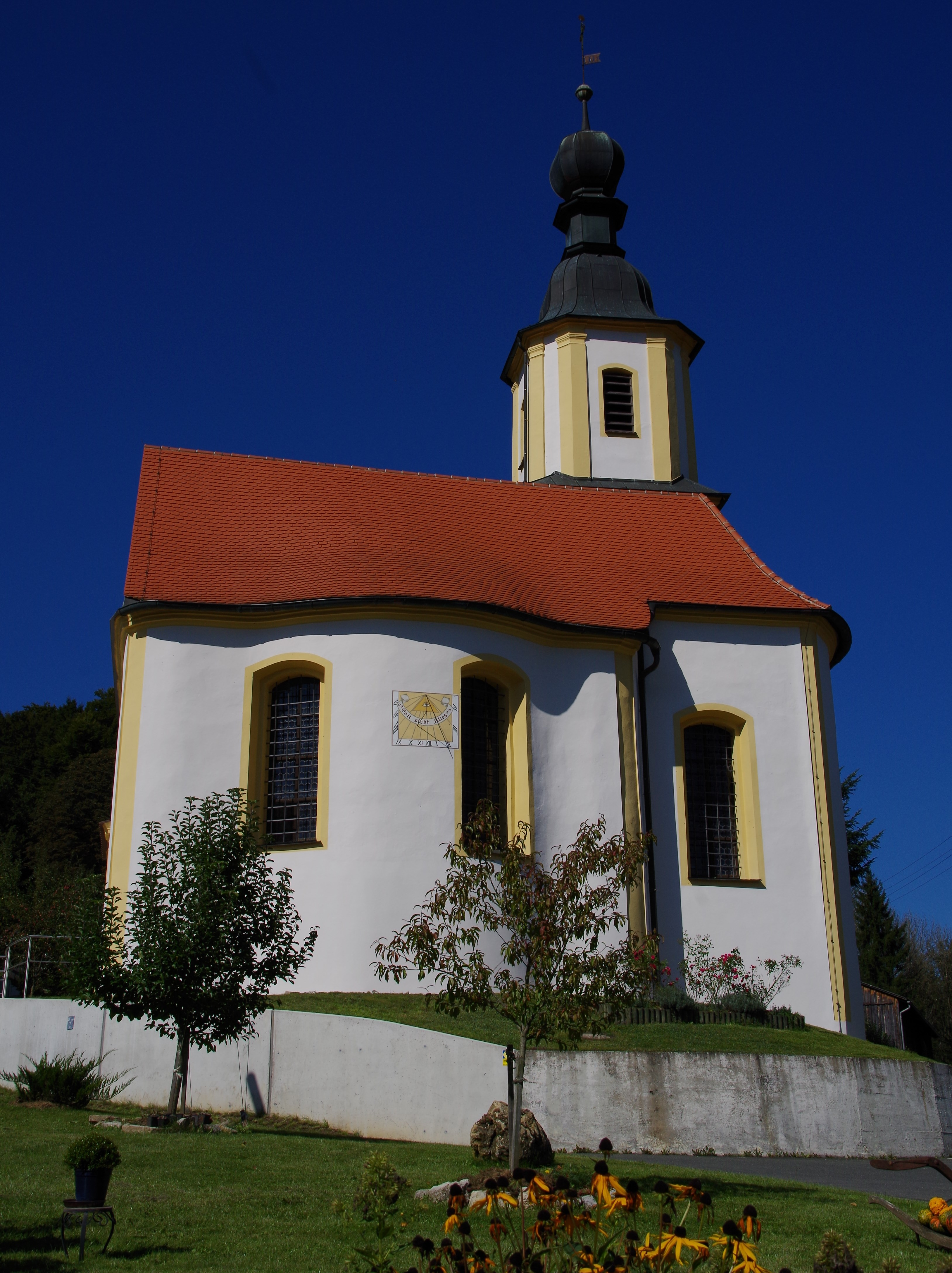
Mariä Himmelfahrt (Simbach)

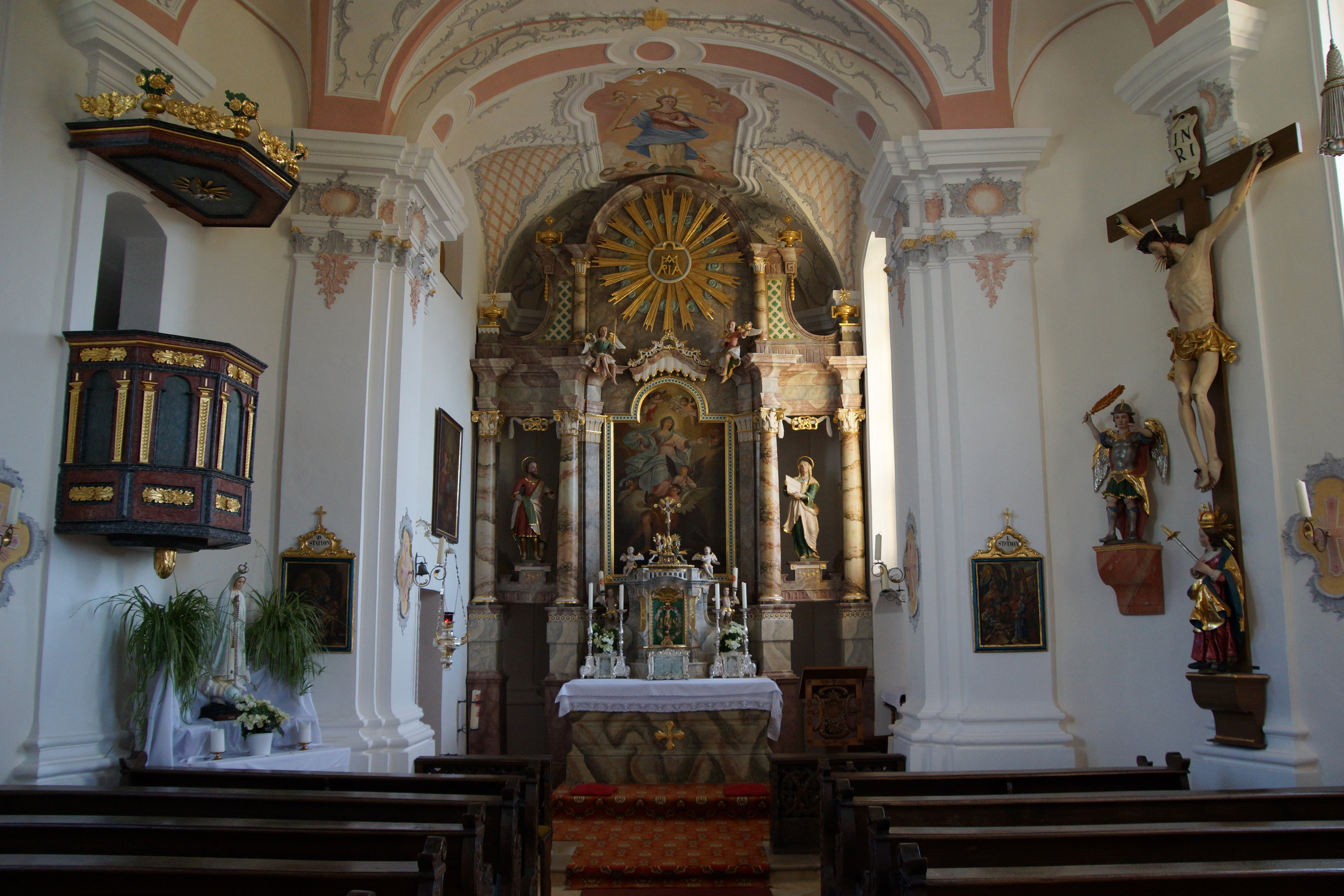
Innenansicht

Die römisch-katholische, denkmalgeschützte Filialkirche Mariä Himmelfahrt steht in Simbach, einem Gemeindeteil der Stadt Berching im Landkreis Neumarkt in der Oberpfalz. Sie ist dem Bistum Eichstätt zugeordnet. Das Bauwerk ist unter der Denkmalnummer D-3-73-112-183 als Baudenkmal in die Bayerische Denkmalliste eingetragen.

## Beschreibung
Die Saalkirche wurde 1765 erbaut. Sie besteht aus einem Kirchenschiff mit segmentförmig ausgreifenden Längsseiten, einem eingezogenen, segmentbogig abgeschlossenen Chor im Osten und einem Chorflankenturm an dessen Nordwand, dessen oberstes achteckiges Geschoss mit Pilastern an den Ecken den Glockenstuhl beherbergt, in dem drei Kirchenglocken hängen. Er ist bedeckt mit einer Glockenhaube, auf der eine Laterne mit einer Zwiebelhaube sitzt.
Der Innenraum des Kirchenschiffs ist mit einem Stichkappengewölbe überspannt, das auf toskanischen Pilastern an den Wänden ruht. Auf einem Fresko an der Decke ist die Krönung Mariens dargestellt. Zur Kirchenausstattung gehört ein Hochaltar von 1797, der von je zwei Säulen flankiert wird, neben denen die Statuen des heiligen Wendelin und der heiligen Anna stehen. Auf dem Altarretabel ist die Himmelfahrt Mariens dargestellt.